# Bank der Deutschen Luftfahrt
Die Bank der Deutschen Luftfahrt AG, auch Aerobank, Luftfahrtbank oder kurz BDL genannt, war eine Investitionsbank des Deutschen Reiches, die im Rahmen der Rüstungsproduktion den Ausbau der deutschen Luftfahrtindustrie durch Beteiligungen und Kredite finanzierte. Sitz der Gesellschaft war Berlin, anfangs Berlin-Schöneberg, Am Park 12. Die Bank war ab 1941 nach der Deutschen Bank und der Dresdner Bank das drittgrößte deutsche Kreditinstitut.
Entstanden war die Bank der Deutschen Luftfahrt am 6. Juni 1940 durch die Umfirmierung der Luftfahrtkontor GmbH, die 1939 als Geschäftsbank vom Reichskommissar für das Kreditwesen zugelassen wurde. Die Luftfahrtkontor GmbH war im Zusammenhang mit der Übernahme und des Ausbaus des Junkers-Konzerns im Jahr 1933 durch das Reichsluftfahrtministerium gegründet worden. Sie verwaltete in den folgenden Jahren als Tarngesellschaft treuhänderisch die Kapitalbeteiligungen des Reichs an der Luftfahrtindustrie. Ab 1934 diente die Gesellschaft insbesondere der Aufrüstung der Luftwaffe, indem sie sich an einzelnen Unternehmen der deutschen Luftfahrtindustrie direkt beteiligte oder Kredite zur Verfügung stellte. Oft wurden die Kredite auch in Beteiligungen umgewandelt, wobei die Unternehmen die Möglichkeit hatten, diese später wieder zurückzuerwerben. Hauptbeteiligungen der Bank waren unter anderem die Junkers Flugzeug- und Motorenwerke und die Arado Flugzeugwerke, die sich beide in vollständigem Besitz der BDL befanden, sowie die Flugmotorenwerke Ostmark.
Das Grundkapital der Bank betrug anfangs 70 Millionen Reichsmark. Im Jahr 1943 wurde es auf 150 Millionen Reichsmark erhöht. Hatten die Beteiligungen im März 1941 noch einen Wert von 175 Millionen Reichsmark, so erhöhten sich diese bis September 1944 auf 856 Millionen Reichsmark. Die vom Deutschen Reich verbürgten Kredite der Bank betrugen im Juni 1940 insgesamt 250 Millionen Reichsmark und steigerten sich bis August 1944 auf 1,9 Milliarden Reichsmark.
Fritz Rudorf, später ab 1957 Vorstandsmitglied der Dresdner Bank, war Vorstandsvorsitzender der Aerobank.
Im März 1954 ging die Bank in Liquidation. Mit dem Gesetz über die Abwicklung der Kriegsgesellschaften von 1960 konnte die Bank der Deutschen Luftfahrt AG iL endgültig geschlossen werden.